# Ferenc Gál (Generalmajor)
Ferenc Gál (* 17. Juni 1927 in Apagy; † 2. November 2008 in Budapest) war ein Offizier in der Volksrepublik Ungarn und zuletzt Generalmajor (Vezérőrnagy) im Innenministerium (Belügyminisztérium). Er war von 1974 bis 1988 stellvertretender Leiter der ZK-Abteilung Öffentliche Verwaltung und Administration KAO (Közigazgatási és Adminisztratív Osztály) sowie 1988 für einige Monate Berater von Innenminister István Horváth.

## Leben

### Bauer, Eintritt in die Staatssicherheitsbehörde ÁVH und Volksaufstand 1956
Ferenc Gál, Sohn von Júlianna Kovács, besuchte bis 1939 vier Klassen der Grundschule und arbeitete danach von 1939 bis 1949 in der Landwirtschaft. Nachdem er 1949 einen Monat lang eine Sekretariatsschule besucht hatte, war er von 1949 bis 1950 Beamter in der Verwaltung seines Heimatdorfes Apagy. Er besuchte 1950 drei Monate lang die Folkloreschule des Volksverbandes der Ungarischen Jugend MINSZ (Magyar Ifjúság Népi Szövetsége) in Szentendre und war daraufhin Dozent an der zum Bildungsministerium gehörenden Ausbildungsschule für Filmingenieure und Betriebsleiter. Danach schloss sich von 1951 bis 1952 eine einjährige Ausbildung an der Volkskundeschule „Zsigmond Móricz“.
1952 trat er als Leutnant (Hadnagy) in die Staatsschutzbehörde ÁVH (Államvédelmi Hatóság) ein und war in den folgenden Jahren in verschiedenen Abteilungen tätig. Während des Volksaufstandes (23. Oktober bis 4. November 1956) schützte er das Innenministerium, in dem er zu der Zentralen Informationsabteilung arbeitete. Er war vom 31. Oktober bis 4. November 1956 in Haft in dem von den Aufständischen besetzten Budapester Polizeipräsidium BRFK (Budapesti Rendőr-főkapitányság). Nach seiner Freilassung beteiligte er sich vom 9. November 1956 bis 9. Januar 1957 an der Niederschlagung der Revolution und der Reorganisation seiner Abteilung. Er wurde 1957 zum Oberleutnant (Főhadnagy) befördert und wurde daraufhin Mitarbeiter der Unterabteilung BM II/5-e, die zur Abteilung II/5 Verhinderung innerer Reaktionen (Belsőreakció-elhárítás) gehörte, und war zuletzt von 1959 bis 1962 stellvertretender Leiter dieser Unterabteilung und wurde als solcher 1961 auch zum Hauptmann (Százados) befördert.

### Aufstieg zum Generalmajor
Im August 1962 kam es zu einer neuerlichen Reorganisation der Staatsschutzaufgaben. Dabei wurde im Innenministerium die Abteilung II Politische Ermittlungen durch die Hauptgruppe BM III Staatssicherheit (Állambiztonsági) als die neue Organisation der politischen Polizei ersetzt. Innerhalb dieser Hauptgruppe wurden fünf Gruppen geschaffen, wobei József Galambos als erster Leiter der Hauptgruppe III Chef der Staatssicherheit blieb. Diese Organisation umfasste alle ungarischen Geheimdienste mit Ausnahme des militärischen Nachrichtendienstes (MNVK 2. Csoportfőnökség), der als Gruppe 2 dem Generalstab der Ungarischen Volksarmee MNVK (Magyar Néphadsereg Vezérkar) unterstellt war.
Daraufhin war Gál von 1962 bis 1963 stellvertretender Leiter der Abteilung BM III/III-1 Prävention in Kirchen, Sekten, unter Ex-Mönchen, in Emigrantenorganisationen (Elhárítás az egyházakban, szektákban, volt szerzetesek között, emigráns szervezetekben) sowie zwischen 1963 und 1966 stellvertretender Leiter der Unterabteilung BM III/III-5a Prävention im Bereich des Rundfunk- und Fernsehens MRTV (Magyar Rádió és Televízió Vállalat), der Nachrichtenagentur MTI (Magyar Távirati Iroda), des Nationalen Ungarischen Journalistenverbandes MÚOSZ (Magyar Újságírók Országos Szövetsége) und des Schriftstellerverbandes MISZ(Magyar Írók Szövetsége). In dieser Zeit absolvierte er ein Studium im Hauptfach Ungarische Sprache an der Philosophischen Fakultät der Eötvös-Loránd-Universität ELTE, welches er 1964 abschloss, und wurde 1965 zum Major (Őrnagy) befördert. Nachdem er zwischen 1966 und 1967 als Leiter einer Unterabteilung sowie stellvertretender Leiter der Abteilung BM III/III-4 fungierte, war er von 1967 bis 1969 Absolvent der Parteihochschule der Ungarischen Sozialistischen Arbeiterpartei MSZMP (Magyar Szocialista Munkáspárt). Im Anschluss übernahm er zwischen 1969 und Oktober 1974 den Posten als Leiter der Abteilung BM III/III-4 Abwehr der Hauptkräfte der feindlichen Opposition (Ellenséges ellenzék fő erőit elhárító). In dieser Funktion erhielt er 1970 seine Beförderung zum Oberstleutnant (Alezredes) und war nach seiner Beförderung zum Oberst (Ezredes) von Januar bis Oktober 1974 zugleich stellvertretender Leiter der Gruppe BM III/III Vorbeugung innerer Reaktionen (Belsőreakció-elhárítás).
Im Oktober 1974 wurde Oberst Gál zur Abteilung Öffentliche Verwaltung und Administration KAO (Közigazgatási és Adminisztratív Osztály) des Zentralkomitees (ZK) der MSZMP abgeordnet und war dort bis Juli 1988 als stellvertretender Leiter dieser ZK-Abteilung tätig. Dort erfolgte 1986 seine Generalmajor (Vezérőrnagy). Im Juli 1988 kehrte er ins Innenministerium zurück und war bis Dezember 1988 Berater von Innenminister István Horváth. Am 31. Dezember 1988 trat er in den Ruhestand.

## Weblink
- Gál Ferenc. In: Historisches Archiv der Staatssicherheitsdienste (Állambiztonsági Szolgálatok Történeti Levéltára). Abgerufen am 2. März 2023 (ungarisch).